# Cleistes gert-hatschbachiana
Cleistes gert-hatschbachiana är en orkidéart som beskrevs av Frederico Carlos Hoehne. Cleistes gert-hatschbachiana ingår i släktet Cleistes, och familjen orkidéer. Inga underarter finns listade i Catalogue of Life.